# Silvana Cruciata
Silvana Cruciata (Rome, 15 februari 1953) is een voormalige Italiaanse atlete, die was gespecialiseerd in de middellange en lange afstand. Ze werd meervoudig Italiaans kampioene op diverse afstanden en schreef verschillende marathons op haar naam.

## Loopbaan
Op de Olympische Spelen van 1976 nam Cruciata deel aan de 1500 m. Hierbij werd ze echter in de voorrondes uitgeschakeld met een tijd van 4.16,78.
In 1980 won Cruciata de San Silvestro in Rome met een tijd van 2:44.31. Op 2 mei 1981 verbeterde ze in Rome het werelduurrecord tot 18.084 meter. Dit record werd hierna verschillende malen verbeterd, maar als Europees record bleef het overeind tot in 2020. In datzelfde jaar won ze brons op de 3000 m bij de wereldbekerwedstrijd in Rome en brons in de landenwedstrijd bij de wereldkampioenschappen veldlopen in Madrid.
In haar actieve tijd was Cruciata aangesloten bij Fiamma Roma.

## Titels
- Italiaans indoorkampioene 1500 m - 1978
- Italiaans kampioene 3000 m - 1975, 1978, 1981
- Italiaans kampioene marathon - 1981

## Palmares

### 3000 m
- 1972:  Italiaanse kamp. - 10.01,2
- 1973:  Italiaanse kamp. - 9.44,2
- 1974:  Turijn - 9.21,4
- 1974:  Italiaanse kamp. - 9.25,05
- 1974: 4e Viareggio International Meeting - 9.30,8
- 1975:  Italiaanse kamp. - 9.22,8
- 1976:  Italiaanse kamp. - 9.17,0
- 1977:  Palio della Quercia in Rovereto - 9.14,24
- 1977:  Rome - 9.06,3
- 1978:  Italiaanse kamp. - 9.05,1
- 1979:  Italiaanse kamp. - 9.15,0
- 1979:  Palio della Quercia in Rovereto - 9.14,7
- 1979:  Viterbo - 9.13,1
- 1980:  Campionato di Società in Rome - 9.33,3
- 1980:  Palio della Quercia in Rovereto - 8.59,8
- 1981:  Rome - 8.46,8
- 1981:  ITA-URS Meeting in Perugia - 8.52,43
- 1981:  Italiaanse kamp. - 8.50,74
- 1981:  Wereldbeker in Rome - 8.57,10

### 10.000 m
- 1988: 4e Milaan - 34.36,2

### halve marathon
- 1976:  halve marathon van Milaan - 1:15.27
- 1977:  halve marathon van Milaan - 1:22.05
- 1978:  halve marathon van Milaan - 1:18.44
- 1981:  halve marathon van Milaan - 1:17.39

### marathon
- 1976:  marathon van Monza - 2:50.36
- 1977:  marathon van Monza - 2:54.23
- 1980:  San Silvestro in Rome - 2:44.31
- 1981:  Italiaanse kamp. in Rieti - 2:45.22,7
- 1982: 4e marathon van Verona - 2:52.05
- 1988: 7e marathon van Rome - 2:49.23